# Xishen
Xishen (chiń. 喜神; pinyin Xǐshén; Wade-Giles Hsi-shen) – bóg radości w ludowych wierzeniach chińskich.
Przedstawiany często na ramionach boga bogactwa Caishena. Jego atrybutem jest koszyk, w którym znajdują się trzy strzały wykonane z drewna brzoskwiniowego. Nie istnieją żadne mity czy podania związane z Xishenem. Wizerunek boga radości odgrywał ważną rolę w tradycyjnej chińskiej ceremonii zaślubin. Umieszczano go przed lektyką panny młodej niesionej do domu męża, aby odstraszał demony.